# Gehundra pallidus
Gehundra pallidus är en insektsart som beskrevs av Henry Fairfield Osborn 1924. Gehundra pallidus ingår i släktet Gehundra och familjen dvärgstritar. Inga underarter finns listade i Catalogue of Life.